# Catedrala din Canterbury

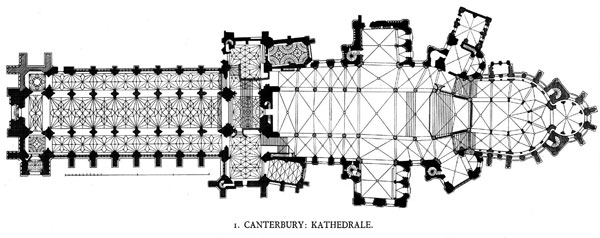
Planul catedralei

Catedrala din Canterbury este o biserică anglicană din Canterbury, Kent și este una dintre cele mai faimoase construcții religioase creștine din Marea Britanie, înscrisă din anul 1988 pe lista patrimoniului cultural mondial UNESCO. Catedrala Canterbury este reședința Arhiepiscopului de Canterbury, cel mai înalt ierarh al Bisericii Anglicane. Este cunoscută pentru asasinarea lui Thomas Becket din 1170, cancelar al Angliei și arhiepiscop. 

## Istorie
În anul 597 papa Grigore I l-a trimis pe călugărul Augustin (numit ulterior „de Canterbury”), pe atunci abate al unei mănăstiri benedictine din Roma, să-i convertească pe anglo-saxonii din fosta colonie romană Britania la creștinism. Misiunea sa a fost un succes, Augustin stabilindu-se la Canterbury, unde a întemeiat mai multe biserici și mănăstiri, inclusiv o catedrală dedicată Sfântului Salvator. Aceasta a devenit sediul Arhiepiscopiei de Canterbury.
Între secolele VIII-IX catedrala a fost extinsă, având un turn central destul de înalt. Cronicarul Eadmer spunea că aceasta avea un plan bazilical similar cu cel al Bazilicii Sfântul Petru din Roma. În timpul arhiepiscopului Dunstan, între anii 960-988 catedralei i-a fost adăugată o nouă mănăstire benedictină, pe lângă vechiul complex monahal din vremea lui Augustin.
În anul 1011 catedrala a fost grav avariată în timpul incursiunilor vikingilor asupra Angliei. În timpul arhiepiscopului Lyfing (1013-1020) sau a succesorului său Aethelnoth (1020-1038), a fost adăugat catedralei un oratoriu al Sfintei Maria. Conform săpăturilor arheologice, oratoriul avea formă hexagonală, era flancat de turnuri și conținea tronul arhiepiscopal, mutat mai târziu în catedrală.
Catedrala a fost distrusă de un incendiu în anul 1067, la un an după ce normanzii au cucerit Anglia și au instituit o nouă guvernare. Construcția actualei catedrale a început în anul 1070, sub comanda primului arhiepiscop normand (de fapt italian) Lanfranc (1070-1077). Acesta decide construirea unei noi catedrale după modelul Abației Saint-Étienne din Caen, Normandia. Catedrala a fost finalizată și sfințită în anul 1077.
În anul 1096 catedrala a fost extinsă, iar în anii următori au fost construite în incinta sa trei capele. Ca în majoritatea bisericilor în stil romanic interiorul era unul foarte bogat, cronicarul William Malmesbury spunea că: Nicăieri în Anglia nu pot fi văzute atât de multe ferestre luminoase de sticlă, trotuare de marmură strălucitoare sau mai multe picturi colorate ca la Canterbuty. Un moment crucial în istoria catedralei este asasinarea arhiepiscopului Thomas Becket. Acesta dorea ca oamenii bisericii care au comis nelegiuiri să fie judecați de forurile bisericești, spre deosebire de regele Henric al II-lea, care dorea judecarea lor în tribunalele civile. Din cauza acestor neînțelegeri, cavalerii regelui l-au ucis pe arhiepiscop fără voia regelui crezând că-i fac un bine. 
În anul 1174 corul catedralei a fost grav avariat de un incendiu fiind nevoie de o renovare majoră. Cu excepția criptei ce a supraviețuit incendiului, toate vechile clădiri romanice au fost înlocuite cu unele în stil gotic. 
În anul 1534, în urma Reformei Protestante, regele Henric al VIII-lea a rupt legăturile cu papalitatea și a întemeiat Biserica Anglicană. Astfel, catedrala, inițial romano-catolică a devenit sediul anglicanismului. Tot în această perioadă ordinele monahale au fost interzise, iar mănăstirile engleze desființate, inclusiv cele din ansamblul catedralei.
De-a lungul timpului, în urma incendiilor sau a altor împrejurări au avut loc lucrări de restaurare la catedrală, ultima având loc în anul 1834. În prezent, catedrala din Canterbury este considerată a fi unul dintre cele mai importante edifici religioase din lume și o importantă atracție turistică.

## Galerie de imagini

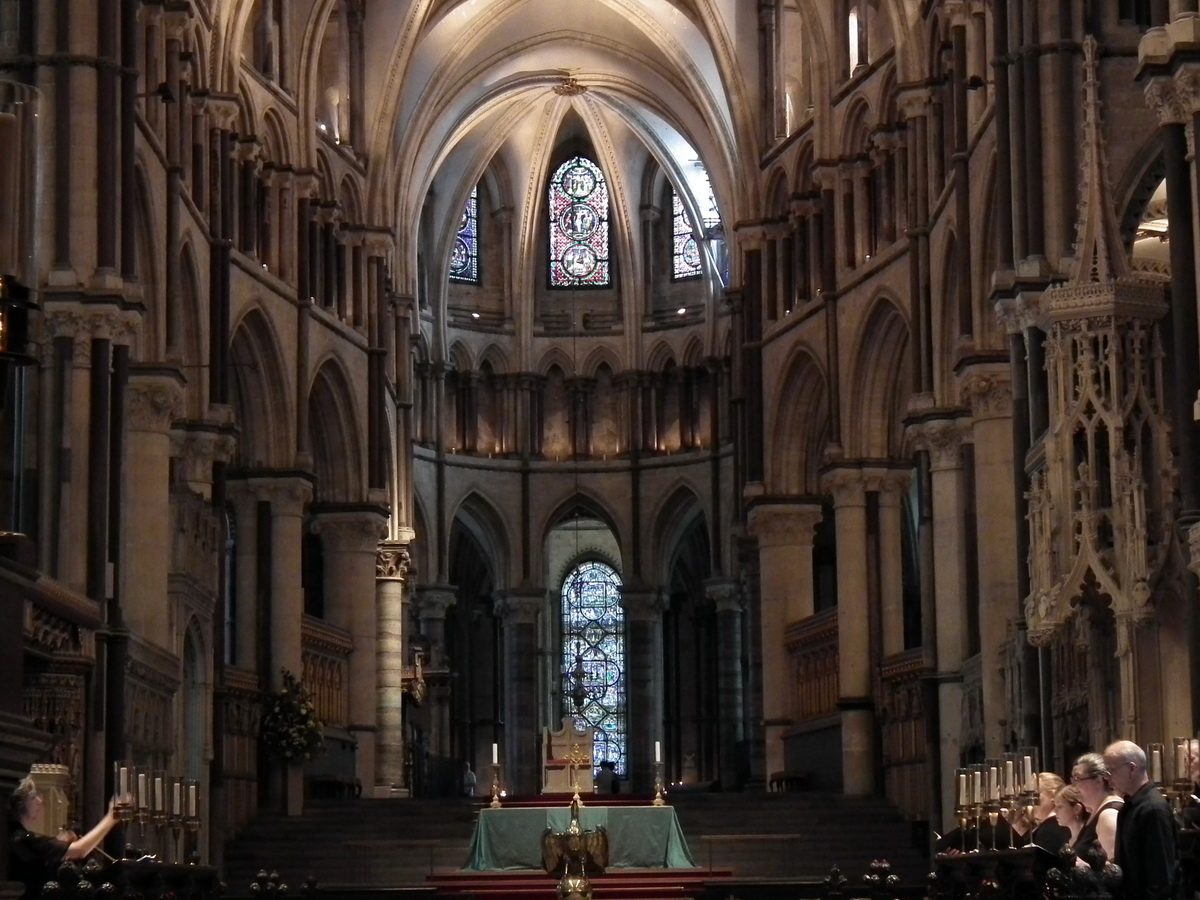
Vedere din interior
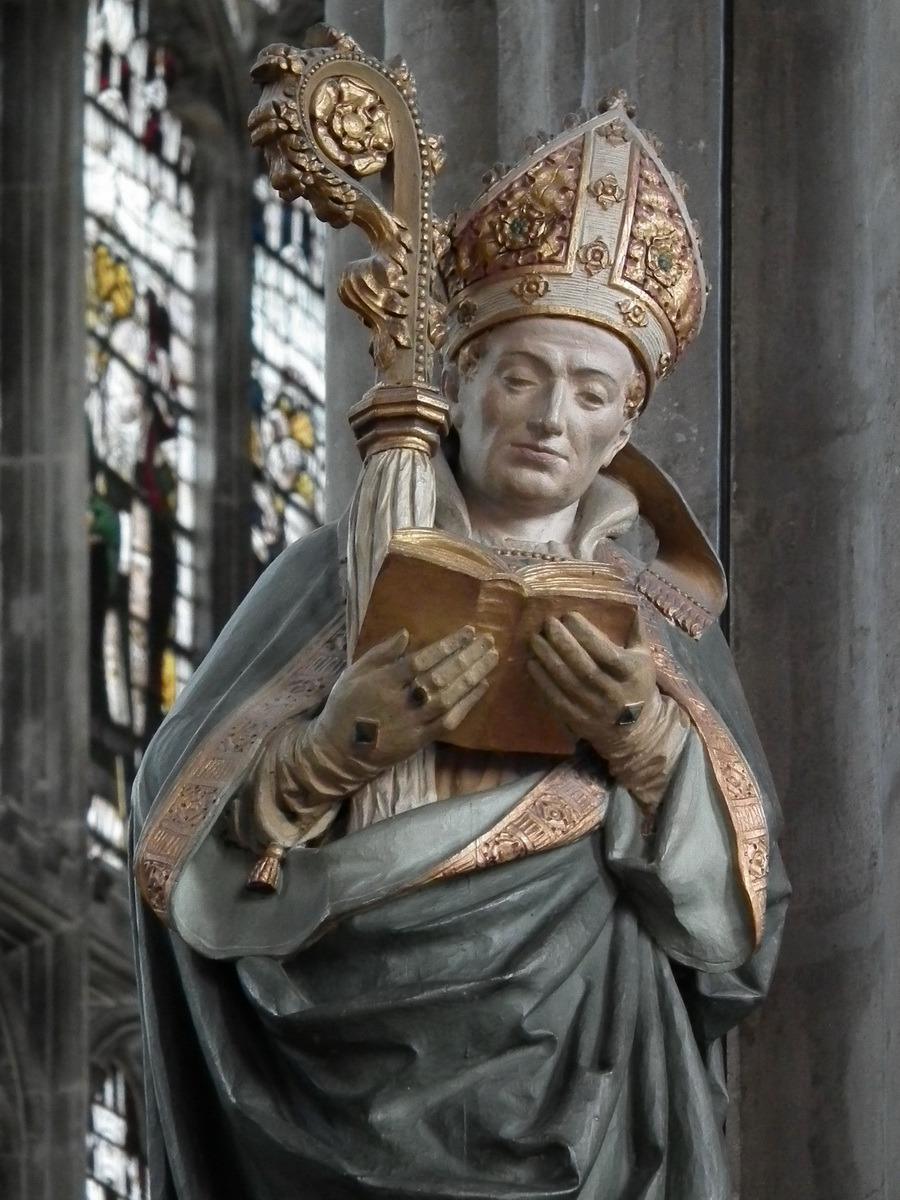
Interior
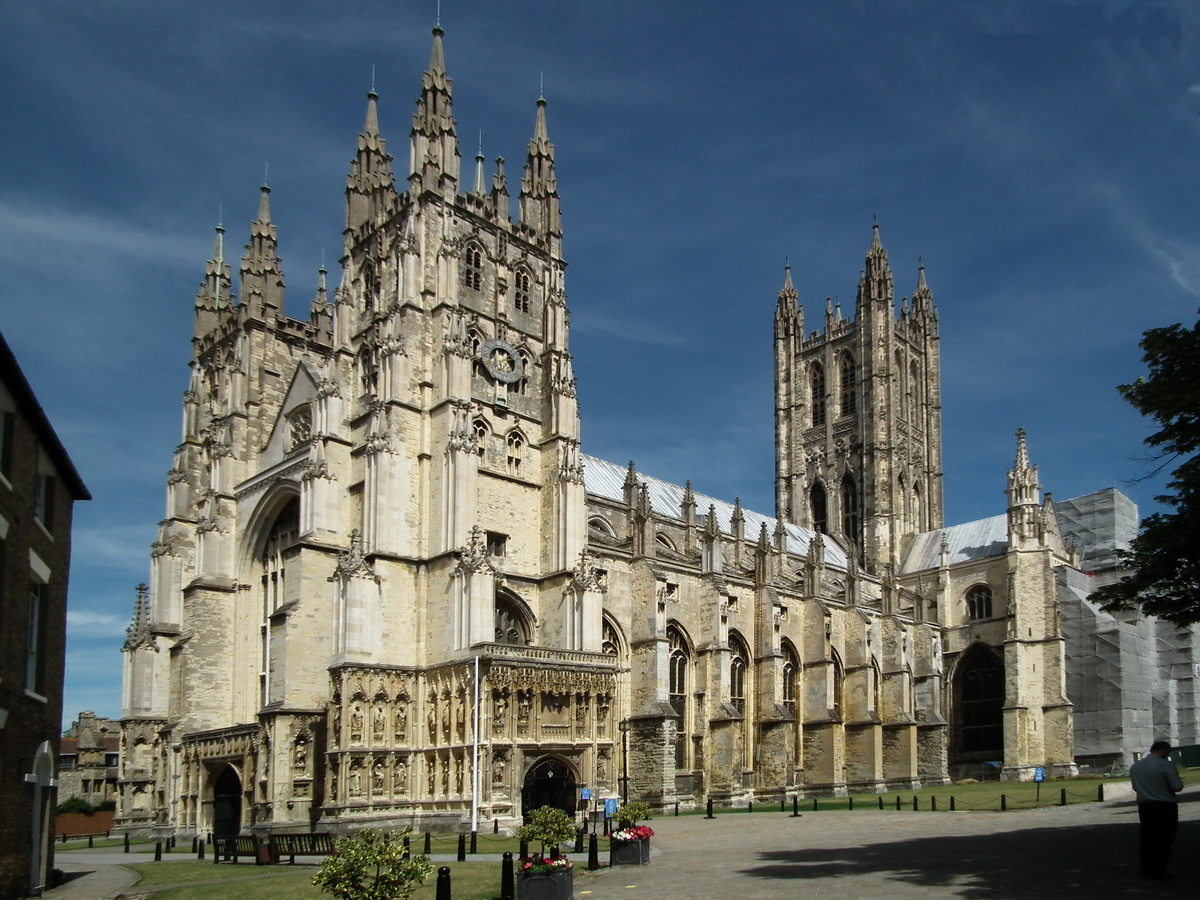
Vedere din exterior
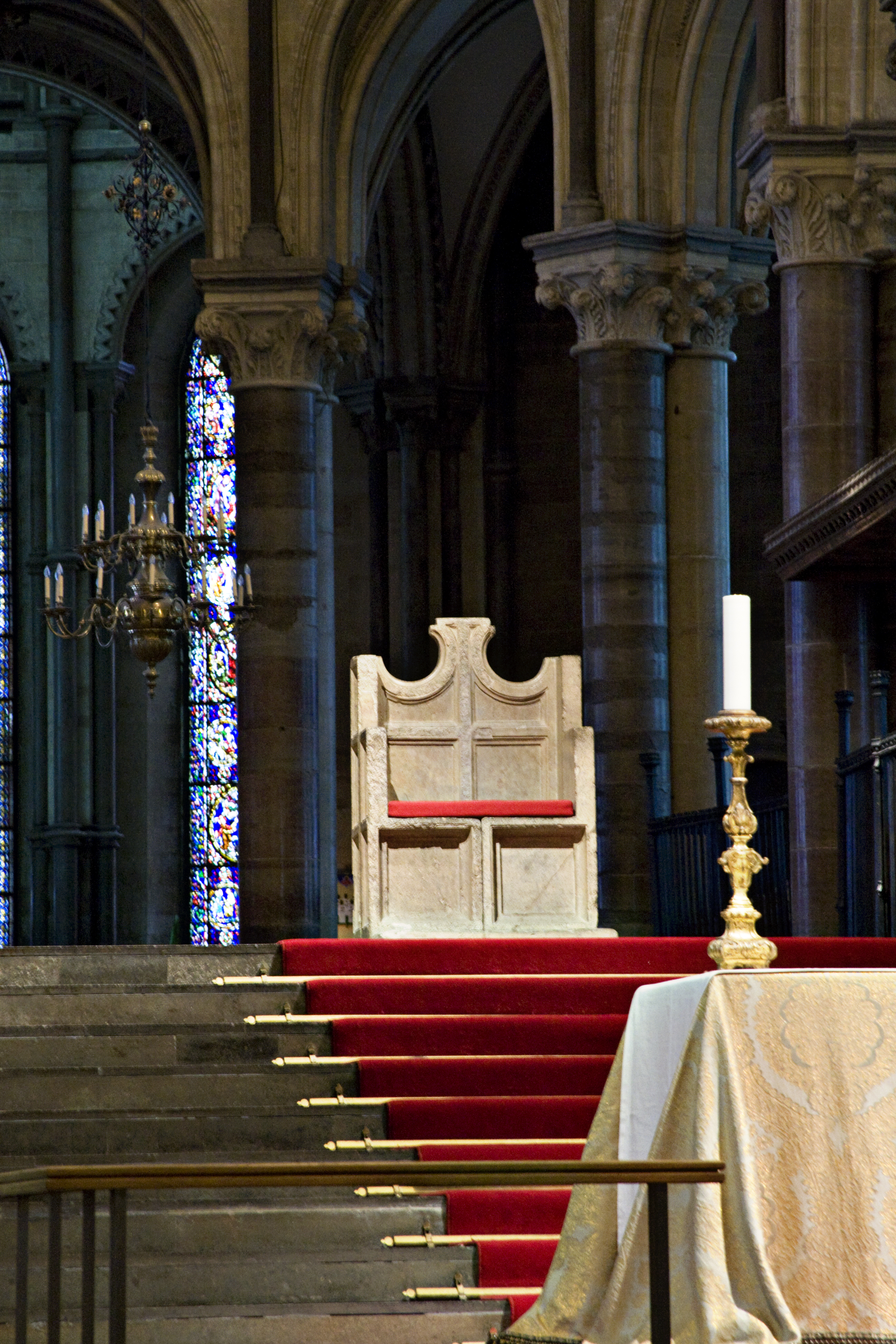
Tronul arhiepiscopal
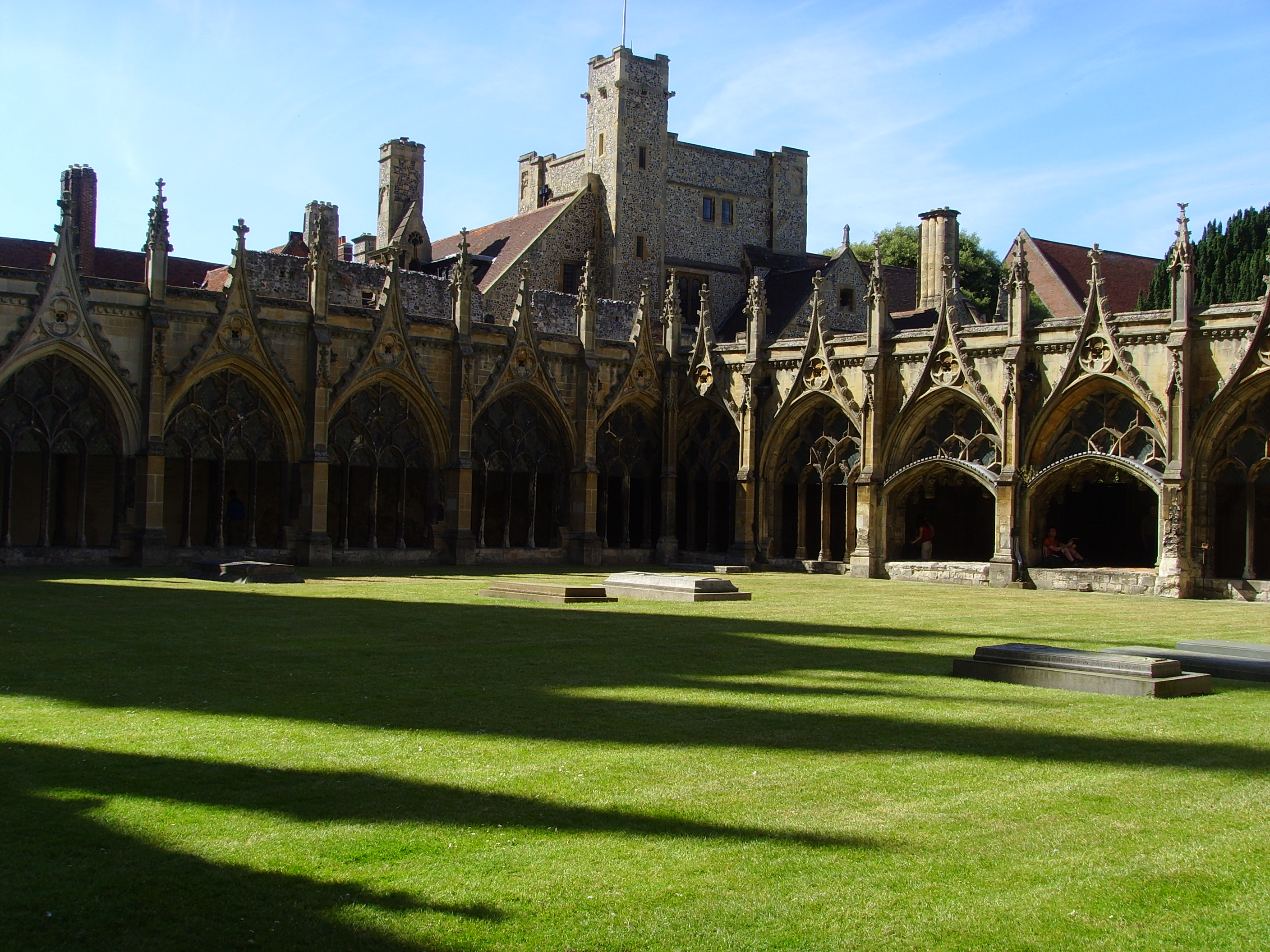
Curte interioară